# Ledce (Nespeky)
Ledce je malá vesnice, část obce Nespeky v okrese Benešov. Nachází se u řeky Sázavy asi 3 km na západ od Nespek. V roce 2009 zde bylo evidováno 95 adres. Dominantou je osamělý kostelík na vyvýšeném místě a sousední statek s rybníky, zbytek vsi má charakter roztroušené chatové oblasti.
Ledce leží v katastrálním území Nespeky o výměře 4,97 km² a na okraji přírodního parku Hornopožárský les. Po částečně zpevněné cestě z Nespek ke Zbořenému Kostelci prochází červeně značená turistická trasa 0001 a cyklistická trasa 19, pro občerstvení turistů a vodáků slouží Bistro Ledce.

## Historie
První písemná zmínka o vesnici pochází z roku 1352. Vesnice byla zničena při obléhání hradu Kostelec lapky Kuneše Rozkoše z Dubé v polovině 15. století, zachoval se jen kostel a fara, která zanikla za třicetileté války.

## Pamětihodnosti

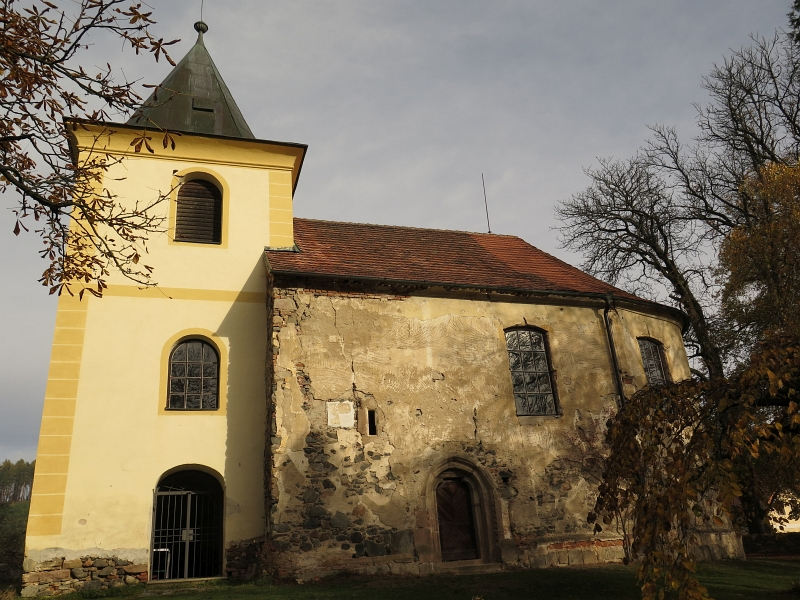
Kostel sv. Bartoloměje

Ve vsi se nachází kostel svatého Bartoloměje z druhé poloviny 13. století, upravený barokně 1736, opraven 1902.